# Thrincophora
Thrincophora es un género de mariposas de la familia Tortricidae. Se encuentran en Australia.

## Especies
- Thrincophora archboldi Diakonoff, 1952
- Thrincophora canana  Walker, 1863
- Thrincophora cerasta  Meyrick, 1910
- Thrincophora cinefacta  Turner, 1945
- Thrincophora deloptycha  Diakonoff, 1952
- Thrincophora dolosana  Walker, 1863
- Thrincophora dryinodes  Meyrick, 1910
- Thrincophora ergophora  Meyrick, 1910
- Thrincophora excelsa  Meyrick, 1910
- Thrincophora hedista  Turner, 1916
- Thrincophora impletana  Walker, 1863
- Thrincophora inconcisana  Walker, 1863
- Thrincophora indecretana  Walker, 1863
- Thrincophora leucotorna  Diakonoff, 1952
- Thrincophora lichenica  Turner, 1925
- Thrincophora lignigerana  Walker, 1863
- Thrincophora magnana  Walker, 1863
- Thrincophora malacodes  Meyrick, 1910
- Thrincophora microtera  Diakonoff, 1952
- Thrincophora nebulosa  Diakonoff, 1952
- Thrincophora ochracea  Diakonoff, 1944
- Thrincophora ostracopis  Meyrick, 1938
- Thrincophora ptychosema  Turner, 1926
- Thrincophora rudis  Meyrick, 1910
- Thrincophora rudisana  Walker, 1863
- Thrincophora signigerana  Walker, 1863
- Thrincophora stenoptycha  Turner, 1926
- Thrincophora tetrica  Turner, 1916
- Thrincophora xuthobapta  Turner, 1945